# Operación Muerte al Invasor
La Operación Muerte al Invasor (en hebreo: מִבְצָע מָוֶת לַפּוֹלֵשׁ‎, transliterado: Mivtzá Mavet LaPolesh), también llamada Muerte a los Invasores, fue una operación militar israelí durante la guerra de Independencia de Israel. Se llevó a cabo entre el 16 y el 18 de julio de 1948 al noroccidente del desierto de Néguev. El objetivo de la operación era vincular a los pueblos judíos en el desierto de Néguev con el resto de Israel, después de que no se logró este objetivo en la Operación An-Far, que finalizó el 15 de julio. Los egipcios bloquearon el acceso de Israel a estos pueblos en el Néguev durante la primera tregua de la guerra (11 de junio–8 de julio), tomando posiciones en la carretera Majdal–Bayt Jibrin, donde la mayoría de las batallas durante la operación se libraron.
La operación se inició con una serie de redadas en las bases egipcias y pueblos árabes palestinos el 16–17 de julio, incluyendo Jilya, Qazaza, Idnibba, Mughallis, Zayta, Isdud y Bayt Jibrin. Continuó el 17–18 con asaltos a Bayt 'Affa, la Colina 113, Kawkaba y Huleiqat, todos los cuales fracasaron. Por último, el 18 de julio, los israelíes capturaron Hatta y Karatiyya, defendiéndose con éxito de un contraataque egipcio de último minuto antes que la segunda tregua de la guerra entrara en vigor.

## Antecedentes
Los esfuerzos de asentamientos judíos en el desierto del Néguev septentrional, como los «Tres miradores» (1943) y los «11 puntos en el Néguev» (octubre de 1946), crearon una realidad mediante la cual existía un gran enclave judío en el territorio habitado predominantemente por árabes. Este último esfuerzo fue una respuesta al Plan Morrison-Grady para la partición de Palestina, y fue fundamental para la decisión final de la Comisión Especial de las Naciones Unidas sobre Palestina para el Plan de Partición de Palestina.
El ejército egipcio invadió Israel el 15 de mayo de 1948, tras la declaración de independencia de Israel en el día anterior. Atacaron Nirim y Kfar Darom al principio, y su columna principal avanzó por la carretera costera hacia el norte. El 19 de mayo, atacaron Yad Mordejai, y se detuvieron en el puente Sukreir el 29 de mayo, donde se atrincheraron tras la operación Pleshet israelí. Desde ese punto hasta la primera tregua de la guerra, atacaron varias aldeas judías total o parcialmente rodeadas, incluyendo Negba (2 de junio) y Nitzanim (7 de junio).
Hasta el inicio de la segunda etapa de la guerra árabe-israelí de 1948, el enclave del Néguev estaba vinculado con el resto de las áreas judías en poder por un estrecho corredor entre Bror Hayil y Negba a través de Kawkaba, Huleiqat y la carretera interior del Néguev, tomada por las fuerzas judías en la Operación Barak el 12 de mayo de 1948. El corredor fue pasado por alto por la policía del fuerte de Irak Suwaydan, que fue entregado por los británicos a las fuerzas de la Hermandad Musulmana de Egipto también el 12 de mayo, antes incluso de que Egipto entrara oficialmente en la guerra. Hasta la primera tregua de la guerra el 11 de junio, los convoyes israelíes podrían pasar con seguridad a través de la carretera del Néguev, pero en el inicio de la tregua, Egipto estableció trincheras de este-oeste a lo largo de la carretera Majdal-Bayt Jibrin y desconectó el enclave del resto de Israel.

## Preludio: Operación An-Far

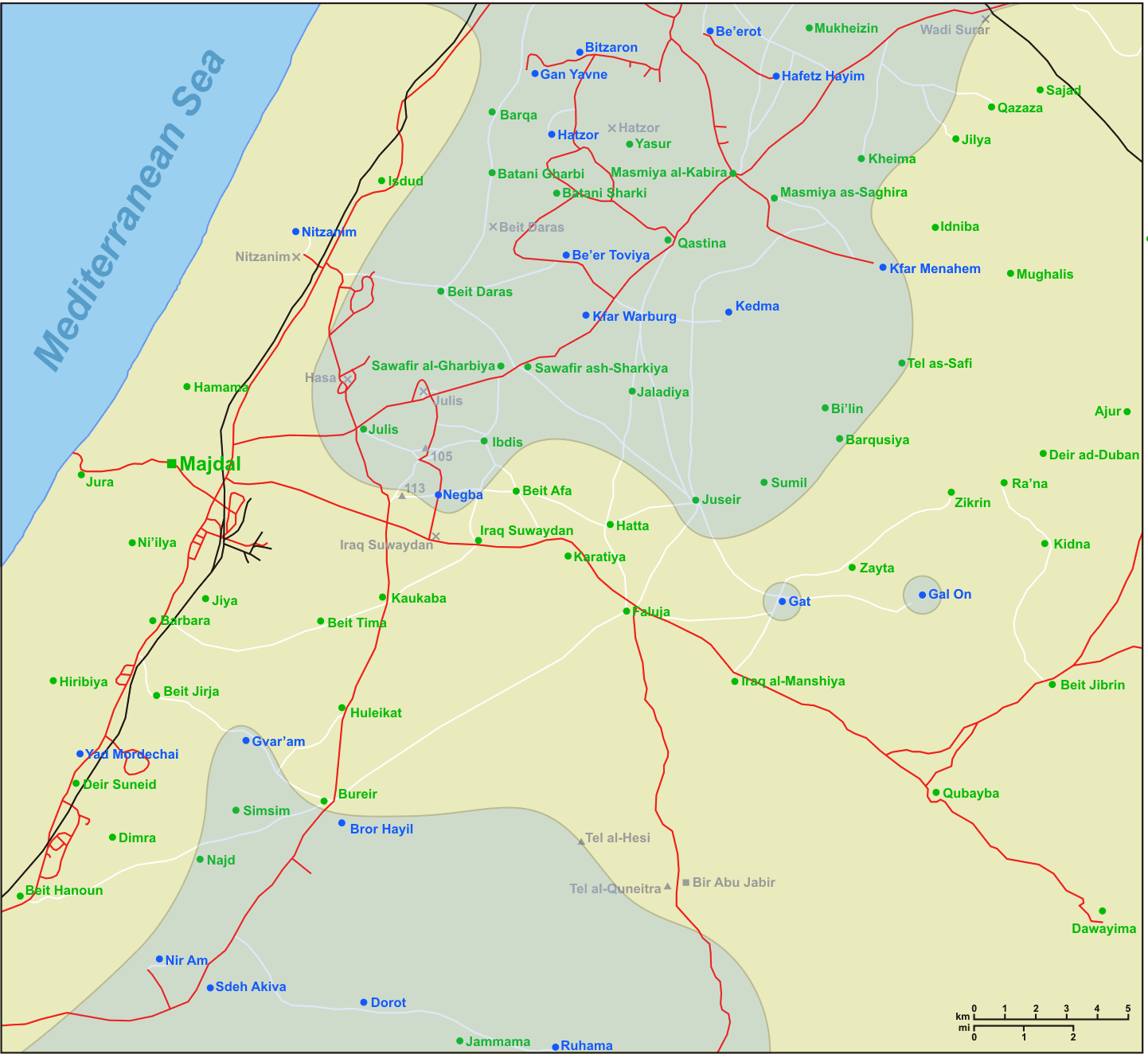
Ubicación aproximada de la línea del frente israelí al final de la Operación An-Far.

Con el final anticipado de la primera tregua de la guerra el 9 de julio de 1948, cada lado planeó sus propias ofensivas en el área de Majdal-Bayt Jibrin-Faluya. El plan israelí se denominó operación An-Far (abreviatura de Anti-Faruq), y su objetivo era abrir una ruta de suministro permanente al enclave del Néguev. Otro objetivo era romper la ruta de suministro egipicia desde la concentración principal a lo largo de la carretera costera a la secundaria en la zona de Hebrón y Belén. Los egipcios, por su parte, trataron de ampliar su propio corredor estrecho y aliviar a sus fuerzas en lo largo de la costa de la amenaza israelí.
Los egipcios, atacando a las 06:00 el 8 de julio, antes de la finalización formal del alto el fuego, logró adelantarse a los israelíes y rápidamente capturaron Kawkaba y Huleiqat. Fueron rechazados los asaltos adicionales sobre las posiciones israelíes en Beit Daras, Julis y Negba. La operación israelí se inició en la noche del 8-9 de julio cuando la brigada Guivati estableció en dos fuerzas (este y sur) para atacar a las fuerzas egipcias y árabes locales. El ala este tomó Masmiyya, Qastina, Tina y Tell es-Safi. El ala sur tomó Ibdis y el pueblo de Irak Suwaydan. Un ataque simultáneo con la brigada Néguev en el fuerte de policía de Irak Suwaydan falló.
Las hostilidades se reanudaron el 10-11 de julio, cuando las fuerzas de Guivati asaltaron Isdud, y el ejército egipcio llevó a cabo un contraataque fallido en Tell es-Safi. Sin embargo, tomaron la posición de Husseima con vistas al kibutz Gal On. Otro ataque egipcio en Julis también fue repelido. El más grande empuje egipcio llegó el 12 de julio, cuando se envió una brigada reforzada para Negba, Ibdis y Julis, con un resultado desastroso que, junto con la escasez de municiones del ejército egipcio, cambió el rumbo claramente a favor de Israel. El 12-14 de julio, Guivati luchó en y recapturó la colina 105 junto a Negba y repelió un ataque egipcio en Barqa. El 13-14 de julio, unidades israelíes volaron un puente junto a Bayt Jibrin y el 14 de julio, repelieron un ataque egipcio en Gal On. El 14-15 de julio, ambas partes libraron una batalla indecisa en Hatta y Bayt 'Affa.
Aunque agotados tras siete días de lucha y el no cumplimiento de sus objetivos, las unidades de las FDI en la zona lograron un grado de éxito y comenzaron los preparativos para explotar el mismo. El Estado Mayor temía que el Consejo de Seguridad de las Naciones Unidas impondría un alto el fuego mientras que el Néguev estaba desconectado, ya que la fecha exacta de la tregua no se había conocido; sin embargo, con la reunión del Consejo estaba programada para el 16 de julio, dos días después de la reunión del Estado Mayor. Por tanto, el Estado Mayor ordenó un último esfuerzo para romper el frente, reforzando la Brigada Guivati con el 89° Batallón Mecanizado de Asalto de la 8ª Brigada dirigido por Moshe Dayán y unidades de la Marina de Israel. Mientras que el objetivo de la operación Muerte al Invasor fue esencialmente el mismo que el de An-Far, el método en el que estaba destinado a ser llevado a cabo sería diferente: mientras que en An-Far, la conexión con el Néguev se haría mediante la carretera interior, entre Julis y Bureir; en Muerte al Invasor se haría en Irak Suwaydan y Faluya, a través de Karatiyya.

## Incursiones del 16-17 de julio

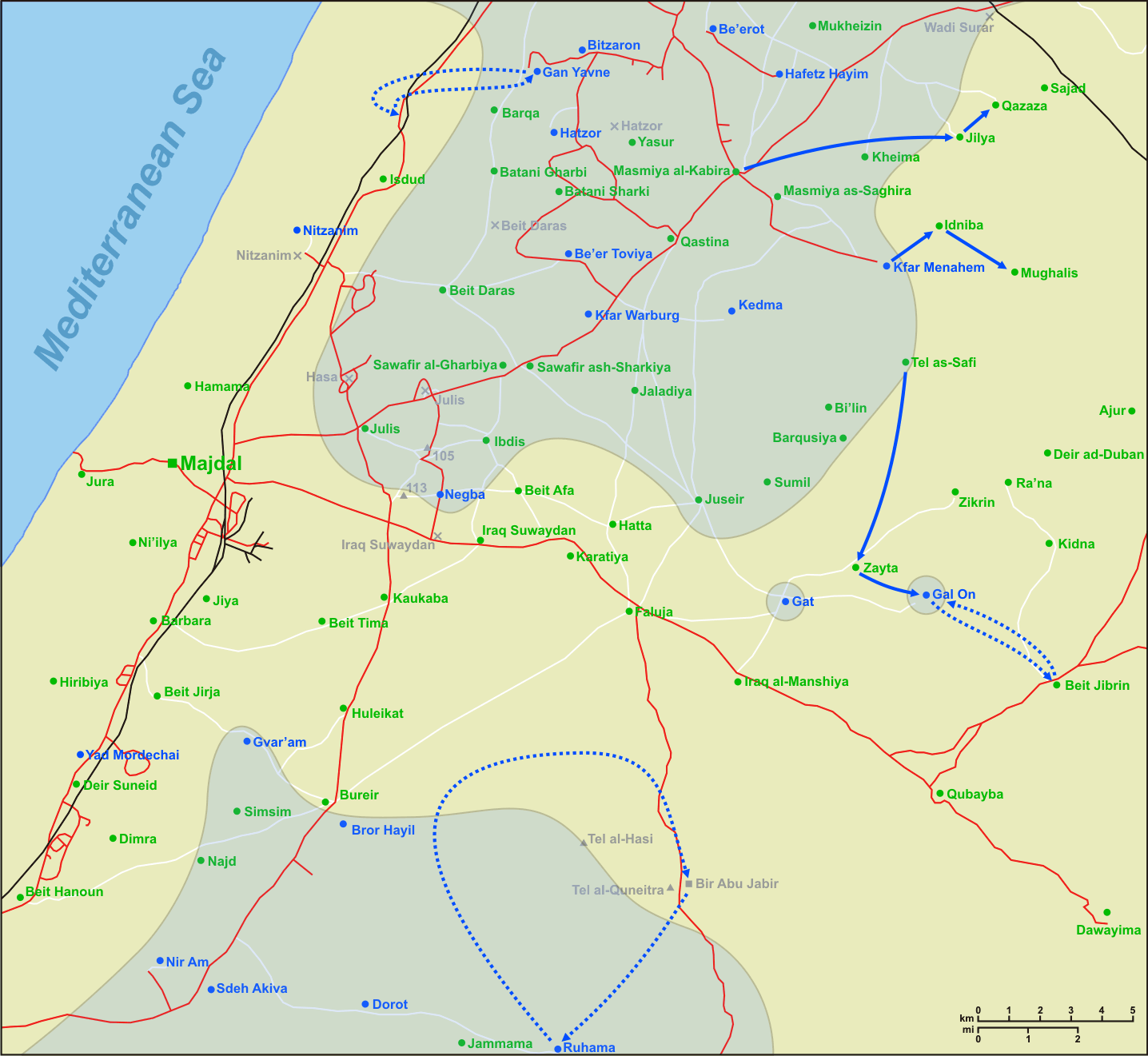
Movimientos en el 16-17 de julio (las líneas punteadas indican las incursiones).

La operación Muerte al Invasor, de hecho, comenzó con los avances contra localidades árabes palestinas, no contra los egipcios. En la noche del 16 al 17 de julio, unidades de las FDI salieron de Masmiyya, Tell es-Safi y Kfar Menajem para despejar sus flancos. Capturaron principalmente las aldeas que fueron despobladas tras la caída de Tell es-Safi: Jilya, Qazaza, Idnibba y Mughallis. El ala sur tomó Zayta y organizó un incursión en Bayt Jibrin. Al mismo tiempo, las fuerzas desde Gan Yavne rodearon Wadi Sukreir y asaltaron el Puente Sukreir. Los egipcios respondieron con fuego de artillería en Gan Yavne, Bitzaron y Hazor.
El 9º Batallón de la Brigada Néguev mientras tanto capturó Bir Abu Jabir (un pozo de agua regional), al sur de Faluya, que había sido defendido por un pelotón de la Hermandad Musulmana.

## Batallas del 17-18 de julio

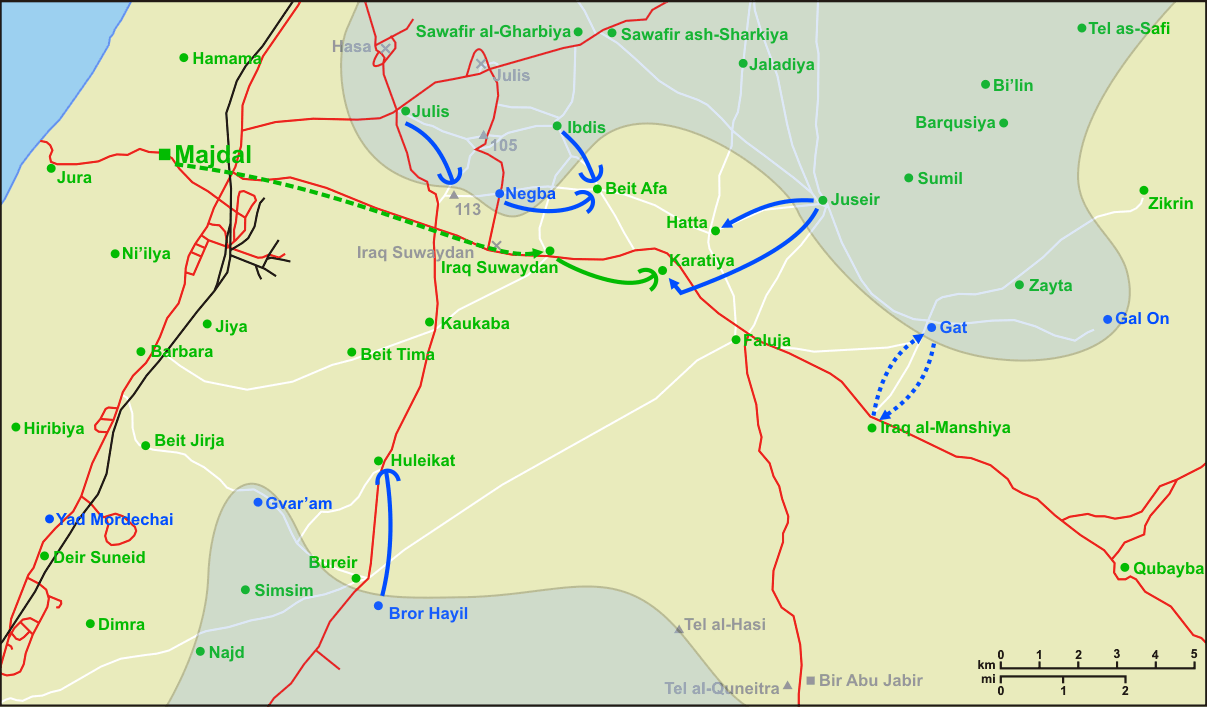
Movimientos y batallas en el 17-18 de julio.

Beit 'Affa, situada a unos 2 km al este del Negba, fue defendida por una unidad egipcia bien atrincherada. En la noche del 17-18 de julio, Israel atacó la fortaleza con dos compañías: una del 54° Batallón de Guivati, y la otra una unidad de asalto anfibio de la Armada, subordinada al comandante del 54°. La unidad naval avanza a través de un wadi desde el norte, con la esperanza de sorprender a los egipcios, pero fueron, de hecho, vistos mientras se preparaban para unirse. A la medianoche, salieron y atacaron en dos formaciones, y a pesar de un intenso fuego, lograron capturar una posición frontal y siguieron adelante hacia el centro de la aldea, estableciéndose allí e intercambiando fuego con los egipcios. En ese momento, la mayoría de sus comandantes fueron heridos.
Mientras tanto, la compañía de Guivati partió de Negba y rodeó Bayt 'Affa, atacando desde el sur. Llegaron silenciosamente, pero debido a la falta de inteligencia, no tenían conocimiento de las cercas de alambre de púas en el extremo sur de la aldea. Así fueron inmovilizados y no pudieron avanzar, y no había reservas operacionales asignadas que podrían ayudarles. Al ver esto, a las 03:00 horas, el comandante del batallón emitió una orden de retirarse, y jeeps fueron traídos de Negba para ayudar en esta tarea. Sin embargo, la compañía naval se encontraba en una situación desesperada y no tuvo un camino de retirada viable. Además, una de sus unidades no escuchó la orden. La retirada fue, por lo tanto, desordenada y numerosos muertos y desaparecidos fueron dejados en el campo. La compañía naval sufrió 19 muertos, 3 heridos y 28 prisioneros.
En la misma noche, las fuerzas israelíes salieron de Julis para ocupar la colina 113, justo al oeste de Negba. El ataque fracasó y se retiró. Una incursión también se llevó a cabo contra Irak al-Manshiyya. La Brigada Néguev por su parte fue destinada a retomar Kawkaba y Huleiqat, pero no tenía absolutamente ninguna información de inteligencia sobre las unidades egipcias y saudíes y sus defensas en la zona. Atacaron la colina 131.2, al noreste de Huleiqat, y la colina 138 (por sí misma la posición principal de Huleiqat), sufriendo 21 muertos. Siete heridos fueron rescatados después de la batalla.

## Batallas de Hatta y Karatiyya
Mientras que las unidades navales y el 54.º Batallón estaban luchando en Bayt 'Affa, los batallones 52.º, 53.º y 89.º recibieron la orden de capturar Hatta y Karatiyya. La misión de tomar Hatta fue dada a una compañía del 52° Batallón de Guivati, y para capturar Karatiyya, el ejército israelí envió el 89° Batallón, una compañía del 53.º, y un número de zapadores y comandos del 52° para bloquear posibles refuerzos. Las fuerzas abandonaron su zona de concentración en Jusayr a las 22:00 horas del 17 de julio. La compañía del 52.º dominó rápidamente las defensas egipcias en Hatta, enviando una pequeña fuerza para distraerlas mientras que circundaba el pueblo desde el sur, completando la misión a medianoche.
Las fuerzas del 89.º se movieron hacia el sur hasta el pequeño aeropuerto entre Faluya y Hatta. A las 22:30 horas, se encontraron con fuego de armas pequeñas y fuego de morteros y artillería desde Faluya, mientras que se dirigían a través del aeropuerto. Se detuvieron en Wadi Mufarar, justo al sur de Karatiyya, que no podían cruzar. Se llevaron a cabo obras de ingeniería durante varias horas hasta que se creó un cruce. Mientras tanto, la compañía del 53° trabajó en desconectar las comunicaciones entre Karatiyya y Faluya, destruyendo las alcantarillas debajo de la carretera. Mientras que las otras unidades se disponían a ir al sur de Karatiyya, zapadores del 52° Batallón se dirigieron a la carretera que une Karatiyya con Irak Suwaydan y volaron un puente allí. También establecieron un puesto de control cerca de Irak Suwaydan, y regresaron a su base. Cuando la compañía del 53° Batallón alcanzó al 89° Batallón, este último les confundió con egipcios y abrió fuego. Sin embargo, el error fue descubierto rápidamente y la fuerza conjunta partió para Karatiyya, tomándola al amanecer.
Ellos trataron de fortalecer sus posiciones lo mejor que pudieron, a la espera del contraataque egipcio. Municiones, incluyendo las armas antitanque, fueron traídas a través de Hatta (como estaba previsto) para ayudarles. El contraataque comenzó a las 08:30 horas del 18 de julio; las fuerzas egipcias en Irak Suwaydan abrieron fuego de artillería sobre Karatiyya y los vehículos blindados los rodearon desde Faluya y Bayt 'Affa para bloquear posibles refuerzos israelíes. Después de escaramuzas menores en la mañana que no produjeron ningún resultado, los egipcios protagonizaron un asalto importante en la tarde, en dos formaciones, cada una empleando tanques y vehículos blindados en el frente y la infantería en la parte trasera. Después de que un tanque de la formación noroccidental recibió un impacto de un PIAT israelí, tirado por Ron Feller, toda la fuerza se retiró hacia el noroeste. Feller consiguió el galardón de héroe de Israel (que más tarde se convirtió en la Medalla israelí de Valor), uno de los 12 en la guerra, por sus acciones. La formación sudeste posteriormente no tuvo más remedio que retirarse, lo que hicieron de una manera ordenada. El segundo alto el fuego de la guerra entró en vigor a las 19:00 horas del mismo día, deteniendo nuevas hostilidades por el momento y finalizando el período de diez días de la guerra.

## Consecuencias

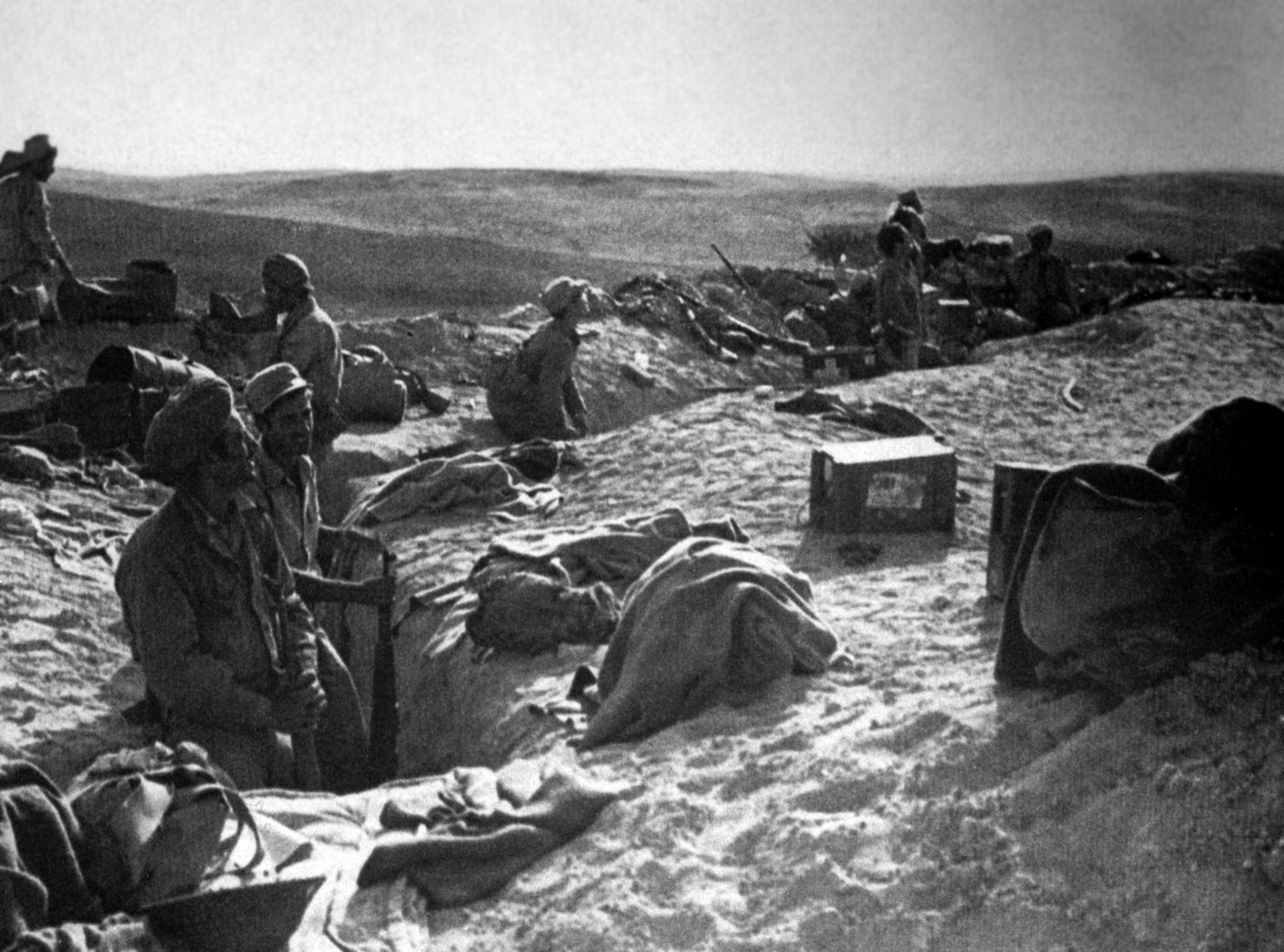
Tropas israelíes ocupando las abandonadas trincheras egipcias en Huleiqat, octubre de 1948.

Mientras los israelíes tuvieron éxito en varios ataques, sobre todo en Hatta y Karatiyya, no se alcanzó el objetivo principal de vincular las áreas de Néguev y Guivati, y al inicio de la segunda tregua, los pueblos del Néguev permanecieron como un enclave rodeado de posiciones egipcias. Sin embargo, la captura de Hatta y Karatiyya, al sur de la carretera Majdal–Bayt Jibrin, obligó a los egipcios crear una «carretera de Birmania» entre Irak Suwaydan y Faluya. La operación finalizó el período de diez días de la guerra, entre el primer y segundo alto el fuego, con pocos cambios territoriales en el sur. Según el comandante egipcio en Palestina, Ahmed Ali al-Mwawi, la situación al final de este período para el ejército egipcio no era buena, debido a la falta de municiones, la coordinación y la moral.
El historiador David Tal atribuye el fracaso operativo israelí a la falta de cooperación entre las brigadas Guivati y Néguev y la falta de iniciativa ofensiva. Ni las brigadas Guivati ni Néguev llevaron refuerzos de personal serios para reemplazar sus pérdidas, y ambos se vieron obligados a destinar esfuerzos y recursos significativos a la defensa estática. Ante esta situación, Tal afirma que los egipcios lograron más que los israelíes durante los diez días, ya que en su mayoría lograron su objetivo de reforzar la cuña entre el Néguev y el resto de Israel, vinculando sus propias fuerzas en Belén-Hebrón con la zona costera.
Los israelíes capturaron casi todas las áreas luchadas durante la Operación Muerte al Invasor en la Operación Yoav. La carretera al interior del Néguev desde Julis a Bror Hayil, a través de Kawkaba y Huleiqat, fue tomada entre el 17 y el 20 de octubre de 1948 por los batallones 52° y 54° de Guivati. Al tomar Huleiqat, los israelíes descubrieron una fosa común donde los egipcios enterraban a las víctimas israelíes del ataque fallido de la brigada Néguev del 17-18 de julio.